# Championnat du Koweït de football 2001
Navigation
Saison précédente Saison suivante
La saison 2001 du Championnat du Koweït de football est la trente-neuvième édition du championnat de première division au Koweït. La Premier League regroupe les huit meilleurs clubs du pays, regroupés au sein d'une poule unique où ils s'affrontent deux fois au cours de la saison. À l'issue du championnat, le dernier est relégué et l'avant-dernier dispute un barrage de promotion-relégation face au vice-champion de deuxième division.
C'est le club d'Al Kuwait Kaifan qui remporte le championnat après avoir terminé en tête de la poule finale, avec quatre points d'avance sur le tenant du titre, Al-Salmiya SC et sur Al Arabi Koweït. C'est le 7e titre de champion du Koweït de l'histoire du club.

## Les clubs participants
| - Al Arabi Koweït - Al-Salmiya SC - Kazma Sporting Club - Al Nasr Koweït | - Al Tadamon Farwaniya - Al Jahra - Al Kuwait Kaifan - Qadsia Sporting Club |

## Compétition

### Classement
Le barème utilisé pour établir le classement est le suivant :
- Victoire : 3 points
- Match nul : 1 point
- Défaite : 0 point

| Rang | Équipe               | Pts | J  | G | N | P  | Bp | Bc | Diff |
| ---- | -------------------- | --- | -- | - | - | -- | -- | -- | ---- |
| 1    | Al Kuwait Kaifan     | 28  | 14 | 8 | 4 | 2  | 22 | 11 | +11  |
| 2    | Al-Salmiya SC T C    | 24  | 14 | 7 | 3 | 4  | 21 | 15 | +6   |
| 3    | Al Arabi Koweït      | 24  | 14 | 6 | 6 | 2  | 15 | 10 | +5   |
| 4    | Kazma Sporting Club  | 21  | 14 | 5 | 6 | 3  | 15 | 11 | +4   |
| 5    | Qadsia Sporting Club | 19  | 14 | 5 | 4 | 5  | 21 | 17 | +4   |
| 6    | Al Nasr Koweït       | 17  | 14 | 5 | 2 | 7  | 11 | 15 | -4   |
| 7    | Al Tadamon Farwaniya | 16  | 14 | 4 | 4 | 6  | 16 | 20 | -4   |
| 8    | Al Jahra             | 3   | 14 | 0 | 3 | 11 | 10 | 32 | -22  |

|  | Qualification pour la Coupe d'Asie des clubs champions 2001-2002 et la Coupe des clubs champions du golfe Persique 2002 |
|  | Qualification pour la Coupe des Coupes 2001-2002                                                                        |
|  | Participation à la poule de relégation                                                                                  |
|  | Relégation directe en deuxième division                                                                                 |
|  | T : Tenant du titre C : Vainqueur de la Coupe du Koweït                                                                 |

### Barrage de promotion-relégation
Al Tadamon Farwaniya, 7e de Premier League, affronte Al Fehayheel, vice-champion de deuxième division, en barrage de promotion-relégation. Ce barrage est disputé sur un match unique.
| Équipe 1             | Résultat | Équipe 2          |
| -------------------- | -------- | ----------------- |
| Al Tadamon Farwaniya | 2 - 1    | (D2) Al Fehayheel |

## Bilan de la saison
| Championnat du Koweït de football 2001           |                             |
| Champion                                         | Al Kuwait Kaifan (7e titre) |
| Coupes et trophées                               |                             |
| Vainqueur de la Coupe du Koweït 2001             | Al-Salmiya SC               |
| Qualifications continentales                     |                             |
| Coupe d'Asie des clubs champions 2001-2002       | Al Kuwait Kaifan            |
| Coupe des Coupes 2001-2002                       | Al-Salmiya SC               |
| Coupe des clubs champions du golfe Persique 2002 | Al Kuwait Kaifan            |
| Promotions et relégations                        |                             |
| Promus en Premier League                         | Al Sahel                    |
| Relégués en First Division                       | Al Jahra                    |